# Gondemaria e Olival
Gondemaria e Olival (oficialmente: União de Freguesias de Gondemaria e Olival) é uma freguesia portuguesa do município de Ourém, com 30,11 km² de área e 2736 habitantes (censo de 2021). A sua densidade populacional é 90,9 hab./km².

## História
Foi criada aquando da reorganização administrativa de 2012/2013,  resultando da agregação das antigas freguesias de Gondemaria e Olival.

## Demografia
A população registada nos censos foi:
| Distribuição da População por Grupos Etários | Distribuição da População por Grupos Etários | Distribuição da População por Grupos Etários | Distribuição da População por Grupos Etários | Distribuição da População por Grupos Etários | Distribuição da População por Grupos Etários |
| -------------------------------------------- | -------------------------------------------- | -------------------------------------------- | -------------------------------------------- | -------------------------------------------- | -------------------------------------------- |
| Antes da agregação                           |                                              |                                              |                                              |                                              |                                              |
| Ano                                          | 0-14 anos                                    | 15-24 anos                                   | 25-64 anos                                   | >= 65 anos                                   | Total                                        |
| 2001                                         | 516                                          | 500                                          | 1674                                         | 749                                          | 3439                                         |
| 2011                                         | 434                                          | 325                                          | 1599                                         | 812                                          | 3170                                         |
| Após a agregação                             |                                              |                                              |                                              |                                              |                                              |
| Ano                                          | 0-14 anos                                    | 15-24 anos                                   | 25-64 anos                                   | >= 65 anos                                   | Total                                        |
| 2021                                         | 307                                          | 297                                          | 1326                                         | 806                                          | 2736                                         |